# Costus vinosus
Costus vinosus är en enhjärtbladig växtart som beskrevs av Paulus Johannes Maria Maas. Costus vinosus ingår i släktet Costus och familjen Costaceae.
Artens utbredningsområde är Panamá. Inga underarter finns listade.